# Eutrepsia subcostalis
Eutrepsia subcostalis là một loài bướm đêm trong họ Geometridae.